# Skylight
Skylight, förr även skalejt, (engelska, av sky, himmel, och light, ljus) är på fartyg och båtar en öppning i däcket avsedd för belysning och ventilation av underliggande rum och vanligtvis bestående av en lucka med glasfönster och skyddsgaller. 
Inne i de gamla segelskeppen var det mörkt. För att få ljus sågade man ut fyrkantiga hål i däcket, med lätt lutning inåt, så att hålen blev konformade. Därefter lade man i en konformad glasbit som liknade en pyramid med basen i höjd med däcket och spetsen pekande nedåt.[källa behövs]